# بروس بيلي
بروس بيلي (بالإنجليزية: Bruce Baillie)‏ هو مخرج أمريكي، ولد في 24 سبتمبر 1931 في أبردين في الولايات المتحدة.

## وصلات خارجية
- بروس بيلي على موقع IMDb (الإنجليزية)
- بروس بيلي على موقع ألو سيني (الفرنسية)
- بروس بيلي على موقع أول موفي (الإنجليزية)
- بروس بيلي على موقع قاعدة بيانات الأفلام السويدية (السويدية)
- بروس بيلي على موقع قاعدة بيانات الفيلم (الإنجليزية)
- بروس بيلي على موقع كينوبويسك (الروسية)